# Renfrew (Schottland)
Renfrew (gälisch: Rinn Friù) ist eine Stadt in der schottischen Council Area Renfrewshire und Hauptort des gleichnamigen Parish.

## Geographie
Renfrew liegt am Nordostrand von Renfrewshire zwischen den Städten Glasgow im Osten und Paisley im Südwesten. Der Clyde begrenzt Renfrew nach Norden, das White Cart Water beziehungsweise nach der Einmündung des Black Cart Waters der Cart bilden die westliche Abgrenzung.

## Geschichte
Im Laufe des 12. Jahrhunderts wurde Renfrew (als Reinfru) in den Status eines Burghs erhoben. Renfrew war zu dieser Zeit bereits befestigt und besaß eine Burg. Die Ländereien verwaltete Walter FitzAlan, der erste High Stewart of Scotland und Gefolgsmann des schottischen Königs Malcolm IV. Um das Jahr 1164 segelte Somerled mit seinen Gefolgsleuten den Clyde hinab, um bei Renfrew die Truppen FitzAllans zu attackieren. Die königstreuen Truppen gewannen die Schlacht von Renfrew, in der Somerled fiel. Durch Robert III. wurde Renfrew 1396 in den Stand eines Royal Burghs gesetzt und war Oberzentrum der Region. Von den Befestigungsanlagen und Kirchenbauten dieser Zeit sind heute nur noch Fragmente erhalten.
Ab 1398 wurde der Titel Baron of Renfrew vergeben, der seither traditionell ein nachgeordneter Titel des schottischen bzw. britischen Thronfolger ist. Im Jahre 1614 wird Renfrew als der bedeutendste Hafen am Clyde beschrieben. In den folgenden Jahrhunderten blieb die Entwicklung von Renfrew hinter denen der umliegenden Städte zurück und Paisley und Glasgow gewannen in Relation zunehmend an Bedeutung. Im 19. Jahrhundert siedelten sich Industriebetriebe in Renfrew an. Darunter Werften sowie metallproduzierende oder -verarbeitende Betriebe. Die Hillington Industrial Estate im Südosten der Stadt war das erste ausgewiesene Industriegebiet in Schottland.
Bei der Volkszählung im Jahre 1841 lebten 2013 Personen in Renfrew. Innerhalb von 30 Jahren verdoppelte sich die Einwohnerzahl auf 4163. Seit 1951 stieg die Einwohnerzahl nur noch langsam von 17.091 auf zuletzt 21.894 im Jahre 2011.

## Verkehr

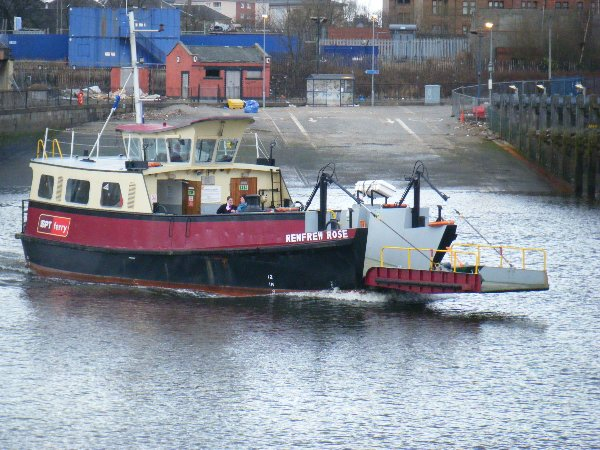
Die Fähre von Renfrew

Durch die M8 ist Renfrew direkt an das Fernstraßennetz angebunden. Die A8 führt auf ihrem Teilstück zwischen Glasgow und Greenock direkt durch das Stadtzentrum. Die A741 führt vom Fähranleger am Clyde im Norden bis ins Stadtzentrum von Paisley. Die seit 500 Jahren verkehrende Fähre schließt Renfrew an den am Nordufer des Clyde gelegenen Glasgower Stadtteil Yoker an und ist damit die älteste noch in Betrieb befindliche Fähre in Schottland.
Der internationale Flughafen von Glasgow liegt direkt westlich der Stadt zwischen dem White und Black Cart Water. Bis 1966 war der südlich der Stadt gelegene Renfrew Airport in Betrieb. Seit den 1830er Jahren war Renfrew durch die Paisley and Renfrew Railway mit mehreren Bahnhöfen an das Eisenbahnnetz angeschlossen. Die Strecke wurde jedoch zwischenzeitlich aufgegeben und der nächstgelegene Bahnhof befindet sich heute im Glasgower Stadtteil Hillington.

## Sehenswürdigkeiten

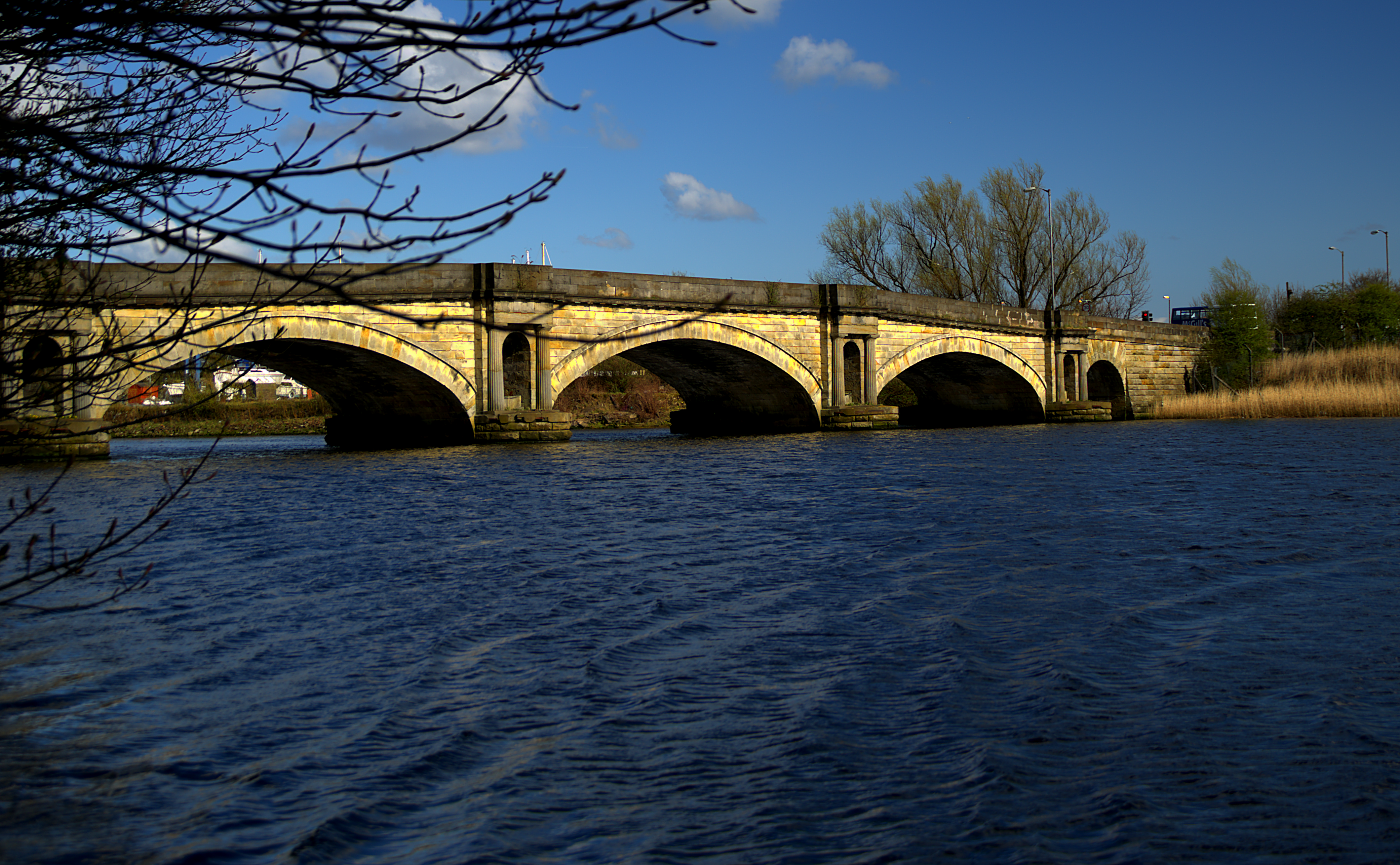
Die Inchinnan Bridge über das Black Cart Water

In Renfrew sind insgesamt fünf Bauwerke aus der höchsten schottischen Denkmalkategorie A zu finden. Hierunter sind mit der Schwingbrücke von Renfrew, der White Cart Bridge und der Inchinnan Bridge drei Straßenbrücken, die außerdem zusammen ein Denkmalensemble der Kategorie A bilden. Das im Stadtzentrum befindliche Rathaus von Renfrew stammt aus den 1870er Jahren. Es ist im Viktorianischen Stil gestaltet. Die neogotische Renfrew Old Parish Church ist selbst nur in der Denkmalkategorie B gelistet. Sie beherbergt jedoch zwei Statuen, die in die Kategorie A einsortiert sind.

## Söhne und Töchter der Stadt
- Ninian Winzet (1518–1592), Benediktinerpater
- Bob Harley (1888–1958), Fußballspieler
- Ellen King (1909–1994), Schwimmerin
- Ian Sneddon (1919–2000), Mathematiker und Physiker
- Arron Lyall (* 2003), Fußballspieler